# OutRun 2019
OutRun 2019 (アウトラン 2019) é uma pseudo-sequência para o Sega Mega Drive de Out Run que se passa no futuro. O objetivo é competir contra um limite de tempo em um carro impulsionado por um foguete em quatro fase diferentes ao redor do mundo. Como o Out Run original, há uma bifurcação na estrada antes de cada checkpoint; no entanto, também pode haver bifurcações em uma única rota.
A velocidade máxima do carro, como indicado no jogo é de 341 km/h (211,89 mph) na versão japonesa, 682 km/h (423,77 mph) na versão europeia, e 682 mph (1097,57 km/h) na versão norte-americana.

## Fases
OutRun 2019 possui quatro fases diferentes para competir, cada uma mais difícil que a anterior. A maioria das rotas será dividida em duas rotas nas suas extremidades, como no Out Run original, mas algumas rotas terminam com um objetivo ou uma convergência com outra rota.
Além disso, ao longo da maioria das fases, algumas rotas irão divergir, dividindo-se em duas estradas diferentes. Normalmente, algumas das estradas levam a uma ponte sobre o solo, sobre um poço ou sobre a água. Cair das pontes custará ao jogador tempo precioso ou forçará o jogador a entrar na rota terrestre, se houver uma debaixo da ponte.
Às vezes, quando as estradas se dividem, elas levam a um tipo diferente de estrada. Isso geralmente é visto por meio de um sinal de divergência de três direções, o que significa que o jogador pode optar por ir para a esquerda, para a direita ou para a frente. Por exemplo, em uma rota na fase 4, algumas partes da estrada são cobertas com cimento úmido. Outra apresenta o jogador dirigindo em um túnel. A última levará o jogador por uma ponte.
Por último, há também desvios secretos que podem ser vistos facilmente. Por exemplo, algumas áreas terão uma rampa colocada estrategicamente em um lado da estrada. Se acertar corretamente, o carro voará para um lado e, eventualmente, pousará em uma estrada secreta. Além disso, saltar dessas rampas também pode levar a pontes aéreas em algumas rotas. Essas estradas secretas geralmente podem levar a um caminho mais rápido para a próxima rota.

## História
OutRun 2019 foi originalmente desenvolvido para o Mega-CD como Cyber Road. O desenvolvimento foi posteriormente transferido para o Mega Drive, onde foi renomeado como Junker's High antes de se tornar OutRun 2019.
Em 2005, o OutRun 2019 foi relançado como um dispositivo de TV, chamado Play TV Legends Outrun 2019. Notavelmente incluiu um controle de volante.